# Patrick Küng
Patrick Küng (Obstalden, Suiza; 11 de enero de 1984) es un esquiador que ha ganado 1 Campeonato del Mundo (1 Medalla en total) y tiene 2 victorias en la Copa del Mundo de Esquí Alpino (con un total de 5 podiums).

## Resultados

### Juegos Olímpicos de Invierno
- 2014 en Sochi, Rusia
  - Super Gigante: 12.º
  - Descenso: 15.º

### Campeonatos Mundiales
- 2013 en Schladming, Austria
  - Descenso: 7.º
  - Super Gigante: 18.º
- 2015 en Vail/Beaver Creek, Estados Unidos
  - Descenso: 1.º
  - Super Gigante: 16.º

### Copa del Mundo

#### Clasificación general Copa del Mundo
- 2008-2009: 113.º
- 2009-2010: 40.º
- 2010-2011: 33.º
- 2011-2012: 44.º
- 2012-2013: 56.º
- 2013-2014: 10.º
- 2014-2015: 21.º

#### Clasificación por disciplinas (Top-10)
- 2013-2014:
  - Super Gigante: 3.º
  - Descenso: 5.º
- 2014-2015:
  - Descenso: 8.º

#### Victorias en la Copa del Mundo (2)

##### Descenso (1)
| Fecha               | Lugar  |
| ------------------- | ------ |
| 18 de enero de 2014 | Wengen |

##### Super Gigante (1)
| Fecha                  | Lugar        |
| ---------------------- | ------------ |
| 7 de diciembre de 2013 | Beaver Creek |